# Sphaerozosma punctulatum
Sphaerozosma punctulatum là một loài Song tinh tảo trong họ Desmidiaceae, thuộc chi Sphaerozosma.